# プラトニックチェーン
『プラトニックチェーン』は、渡辺浩弐によるショートショート、およびそれを原作としたアニメ、漫画。そして、それらに登場するハッカー探偵の名前である。

## 概要
ショートショートは『週刊ファミ通』（エンターブレイン）において連載された。全100話。
アニメはフル3DCGで作成され、2001年秋にはネットの「カフェ・クリエイターズ」内にてパイロット・フィルムが公開された（全5本）。翌年2002年にはテレビアニメが10月4日から2003年3月28日まで、全24話がテレビ東京にて放送された。放送時間は毎週金曜日の26:25～26:35で10分間であった。
漫画は遠野ヤマによって『月刊Gファンタジー』（スクウェア・エニックス）において連載された。さらにそれを元にした長編小説『晴れときどき女子高生 プラトニックチェーン』（挿絵 - 岡崎武士）がある。スクウェア・エニックスからはアンソロジーコミックも出版されている。

## 共通設定
至る所に様々な形で張り巡らされた防犯カメラ。多くの人々が持ち歩く携帯カメラ。それらのカメラが集める情報全てにアクセスできるというスーパーコンピュータが某国に存在するという。そのコンピュータのハッキングに成功した人物がいた。一説によると女性で、「プラトニックチェーン」「プラチェ」「ネットの女神サマ」という通称で呼ばれている。

## 登場人物
漫画版と長編小説版では、主要3人のキャラクターは両作品でほぼ同一だが、フルネームはそれぞれで異なっている。集英社特設ページ中のウェブトークによれば、リカ、ナルミ、カヤノの3人は先にキャラクターが決まっており（これ以前にもそれぞれがショート・ショートに登場することがあった）、長編小説版を書き始めたときは、漫画版と設定に差が出てくるかもしれないと考えて名前を変更したという。しかし、結局差は出なかったようで、「どうやら同一人物のようですね」ともコメントしている。ただし、漫画と長編小説では3人の出会いがそれぞれ異なっており、同じ時間軸上にある話ではない。3人のキャラクターと世界観を共有したパラレルワールドのようなつくりになっている。

### ショートショート版
- 田中 ひとみ（声 - 千葉紗子）
- 神楽 リカ（声 - 野中藍）
- 水原 香奈恵（声 - 綱掛裕美）

### 漫画版
- リカ（雛木 リカ）
- ナルミ（天野 成美）
- カヤノ（茅野 ひとみ）

### 長編小説版
- リカ（比奈紀 利香）
- ナルミ（成宮 まの）
- カヤノ（眸 かやの）

## テレビアニメ

### キャスト
- 田中 ひとみ - 千葉紗子
- 神楽坂 リカ - 野中藍
- 清水 香奈恵 - 綱掛裕美
- ケンイチ - 本田健太朗
- マコト - 友井雄亮
- ユキ - 長谷川静香
- シンジ - 菅沼久義
- サチコ - 牛川とこ
- 菜恵 - 徳澤直子

### スタッフ
- 原作 - 渡辺浩弐
- 監督 - 亜蘭隅子
- 脚本 - 伊丹あき
- 演出 - 片貝稔
- キャラクターデザイン - 岡崎武士
- 音楽 - I.S.O

### 主題歌
DVD版は各話毎にオープニング、エンディングが流れないためテレビオンエア版で流れた物はカットされている。
オープニングテーマ
「"Go"Remixed by KG-K」（第17話 - 第23話）
歌 - Baby V.O.X feat.K-ONE

エンディングテーマ
「Q-Tee」（第1話 - 第9話）
歌 - 市川藍
「Go」（第10話 - 第16話）
歌 - Baby V.O.X
「Distance」（第17話 - 第24話）
歌 - FUZZION
第24話では今までの回の話のダイジェスト映像（無声）を混じえた特別バージョンを使用している。
「虹の橋」
歌 - 岩井久美子
DVD用のエンディング、映像は第24話の特別バージョンを使用している。
挿入歌
「ミラクル✩DAYS」（第22話、第23話）
歌 - シェーティング娘（千葉紗子、野中藍、綱掛裕美）

### 各話リスト
第16話「おやじカメラ」は、DVD化の際にはゲスト主人公であるおやじを写真で撮るのが携帯ではなく、銃型のカメラに差し替えられており、更には一部の台詞も差し替えられた物になっており、題名を 「暗殺実行中」と改題して収録されている（DVD第2巻のパッケージ裏によると「TV未放送のオリジナル版」）。尚DVD版にはテレビオンエア版で流れた第24話の特別バージョンのエンディングの映像を流用しているため、僅かであるがテレビオンエア版の第16話の映像が流れている。
| 話数 | サブタイトル       | 放送日         |    | 話数               | サブタイトル   | 放送日 |
| ---- | ------------------ | -------------- | -- | ------------------ | -------------- | ------ |
| 1    | 世界一の女         | 2002年 10月4日 | 13 | 明かりをともして   | 12月27日       |        |
| 2    | 必然的な2人        | 10月11日       | 14 | 着せ替え人形       | 2003年 1月10日 |        |
| 3    | 彼氏ラインナップ   | 10月18日       | 15 | 幻の16年           | 1月17日        |        |
| 4    | 一目ぼれの解析     | 10月25日       | 16 | おやじカメラ       | 1月24日        |        |
| 5    | やけぼっくいに点火 | 11月1日        | 17 | タイムマシン       | 2月7日         |        |
| 6    | 探偵VSスパイ       | 11月8日        | 18 | カリスマバッジ     | 2月14日        |        |
| 7    | 恋人製造工場       | 11月15日       | 19 | 優等生の秘密       | 2月21日        |        |
| 8    | デジタルな神様     | 11月22日       | 20 | 彼女の記憶力       | 2月28日        |        |
| 9    | 箱入り娘           | 11月29日       | 21 | 追われる2人        | 3月7日         |        |
| 10   | プレゼント交換     | 12月6日        | 22 | 12人いる! （前編） | 3月14日        |        |
| 11   | 告白模試           | 12月13日       | 23 | 12人いる! （後編） | 3月21日        |        |
| 12   | クリスマスの呪い   | 12月20日       | 24 | 探偵登場           | 3月28日        |        |

## 書籍情報

### 小説
エンターブレイン版
1. 2003年2月、ISBN 4-7577-1281-2
2. 2003年4月、ISBN 4-7577-1367-3
3. 2004年8月、ISBN 4-7577-1966-3

晴れときどき女子高生〜プラトニックチェーン〜
集英社（ジャンプ ジェイ ブックス）、2004年12月、ISBN 4-08-703152-7
星海社版
1. 上 2015年5月8日発売、ISBN 978-4061389854
2. 下 2015年7月10日発売、ISBN 978-4061389915

### コミック
プラトニックチェーン
作画：遠野ヤマ、出版：スクウェア・エニックス
- 01. 2004年7月、ISBN 4-7575-1240-6
- 02. 2004年12月、ISBN 4-7575-1339-9
- 03. 2005年6月、ISBN 4-7575-1461-1
- 04. 2005年12月、ISBN 4-7575-1596-0
- 05. 2006年8月、ISBN 4-7575-1756-4

プラトニックチェーン Selected Stories（アンソロジー）
出版：スクウェア・エニックス
様々な作家が参加しており、連載漫画を担当した遠野ヤマも参加している。
- 01. 2004年8月、ISBN 4-7575-1241-4
- 02. 2005年1月、ISBN 4-7575-1338-0
- 03. 2005年7月、ISBN 4-7575-1462-X

| 01 | 02 | 03 |
| カバーイラスト | カバーイラスト | カバーイラスト |
| --- | --- | --- |
| - 岡崎武士 | | |
| 総扉イラスト | | |
| - 緒方剛志 | | |
| illustration | | |
| - 結賀さとる - 赤美潤一郎 - 七海慎吾 - ゴツボ☆マサル - 極楽院櫻子 - 壱河柳乃助                                                                                      | - 放電映像 - 赤美潤一郎 - 七海慎吾 - ゴツボ☆マサル - TAGRO | - 有楽彰展 - 放電映像 - 鈴木次郎 - 赤美潤一郎 - 水谷ゆたか - toi8                                                                                       |
| comic | | |
| - 遠野ヤマ - 鈴木次郎 - きたうみつな - 天乃咲耶 - 小室夕貴 - 高森圭太 - naked ape - 赤野清 - 鹿上クズハ - 真柴真 - 枢やな - 洒乃渉 - 今村陽子 - みもり - 祥寺はるか | - 遠野ヤマ - みもり - 仲邑尚子 - 天乃咲耶 - ヤスダスズヒト - naked ape - 世良シンヤ - 小室夕貴 - 枢やな - 鈴木次郎 - 高森圭太 - 鹿上クズハ - ichtys - 祥寺はるか | - 遠野ヤマ - 酒乃渉 - 仲邑尚子 - 鹿上クズハ - naked ape - 天野咲耶 - 蜷川ヤエコ - ヤスダスズヒト - 小室夕貴 - 手代木史織 - 源ゆう - みもり - 曽我部修司 |
| - 遠野ヤマ - 鈴木次郎 - きたうみつな - 天乃咲耶 - 小室夕貴 - 高森圭太 - naked ape - 赤野清 - 鹿上クズハ - 真柴真 - 枢やな - 洒乃渉 - 今村陽子 - みもり - 祥寺はるか | visual story | |
| - 遠野ヤマ - 鈴木次郎 - きたうみつな - 天乃咲耶 - 小室夕貴 - 高森圭太 - naked ape - 赤野清 - 鹿上クズハ - 真柴真 - 枢やな - 洒乃渉 - 今村陽子 - みもり - 祥寺はるか | - 緒方剛志 | - カサハラテツロー |